# Dollars And Senseless Violence
Dollars And Senseless Violence traducción Dólares y violencia insensata es un episodio de Brandy & Mr Whiskers.

## Sinopsis
Cuando Brandy y Mr Whiskers están en el lago, este quiere sacar un montón de idioteces del lago pero consigue una bolsa de piedras brillantes tras un espantoso salvamento de Brandy gracias a que la salvavidas Geri no hizo nada y aun así tomó el crédito por todo.
Luego de eso ellos comienzan a gastar el dinero y Whiskers comienza a decir que espera que no se le acabe el dinero por lo tanto Brandy se enoja y dice que es su dinero, Whiskers dice que él lo sacó del agua pero Brandy dice que ella sacó a Whiskers del agua.
Luego de una pelea por el dinero caen a un risco y terminan en un lago. La salvavidas Geri dice que es inevitable la cascada y que no importa nada los salvará pero Whsiekrs y Brandy sueltan las piedras y se lanzan a una rama justo antes. Justo Gaspar encuentra la bolsa de piedras y compra el sol por lo que no pueden verlo más.

### Ed y La Ostra
Artículo Principal: Ed vs The Osther
Pequeño episodio después de este, Ed trata de abrir una ostra pero termina ganándole ella.